# Heterocercus aurantiivertex
El saltarín crestinaranja (en Ecuador) (Heterocercus aurantiivertex), también denominado saltarín de corona naranja (en Perú) o bailarín de copete anaranjado, es una especie de ave paseriforme de la familia Pipridae, perteneciente al género Heterocercus. Es nativo de América del Sur, en el oeste de la cuenca amazónica.

## Distribución y hábitat
Se distribuye localmente en el este de Ecuador (de Sucumbíos hasta Pastaza), noreste del Perú (Loreto) y extremo oeste de Brasil (río Javari en Amazonas).
Esta especie es considerada poco común y local en su hábitat natural: el sotobosque de bosques de várzea, principalmente en drenajes de aguas oscuras; abajo de los 300 m s. n. m. de altitud.

## Sistemática

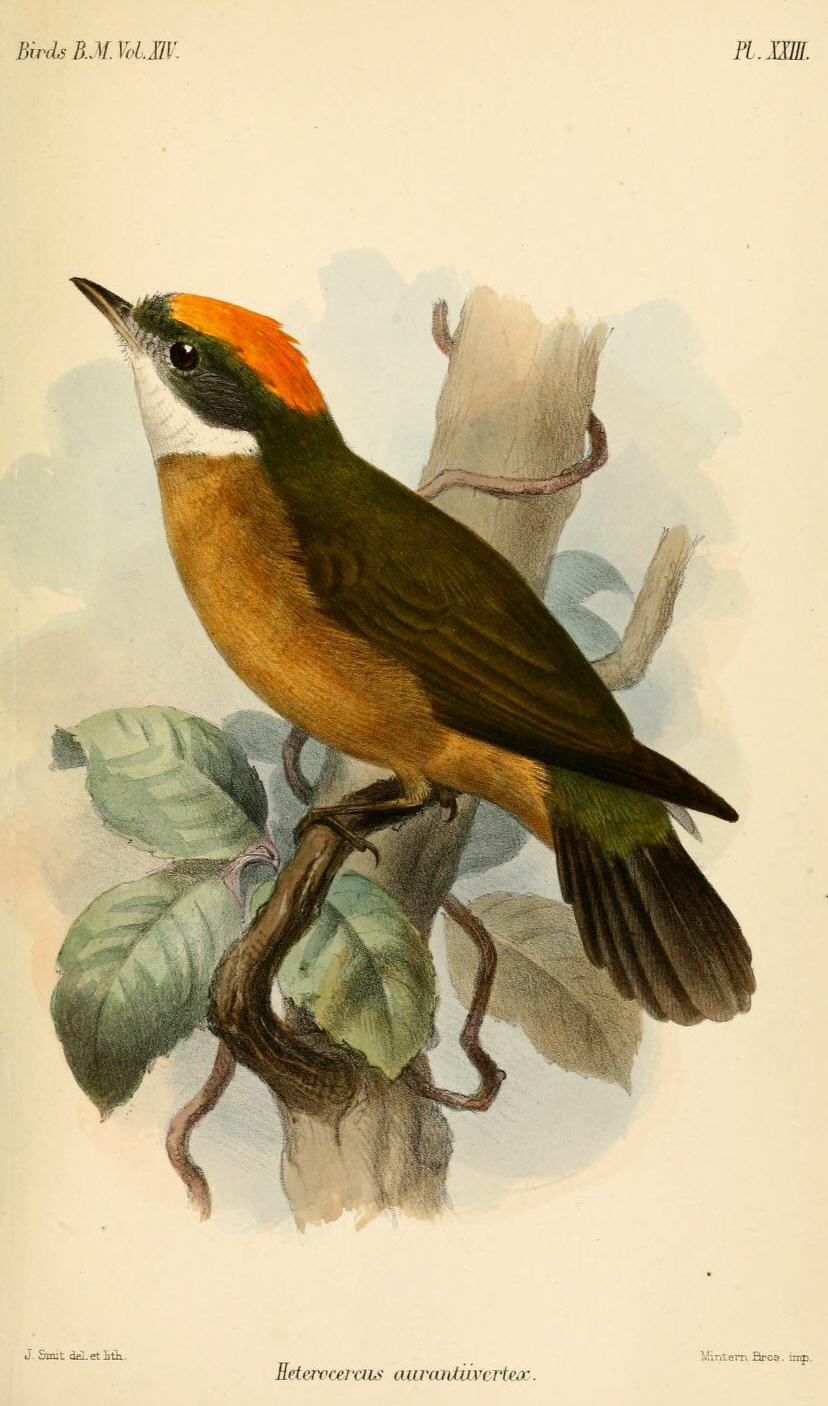
Heterocercus aurantiivertex; ilustración de Smit para Catalogue of the Birds in the British Museum. Volume 14, 1881.

### Descripción original
La especie H. aurantiivertex fue descrita por primera vez por los zoólogos británicos Philip Lutley Sclater y Osbert Salvin en 1880 bajo el mismo nombre científico; su localidad tipo es: «Sarayacu, Ecuador».

### Etimología
El nombre genérico masculino «Heterocercus» se compone de las palabras del griego «heteros» que significa ‘diferente’, y «kerkos» que significa ‘cola’; y el nombre de la especie «aurantiivertex», se compone de las palabras del latín «aurantius» que significa ‘de color naranja’, y «vertex» que significa ‘corona de la cabeza’.

### Taxonomía
Algunas veces fue considerada conespecífica con Heterocercus flavivertex y H. linteatus pero difieren en características morfológicas y de vocalización. Es monotípica.